# نقاله

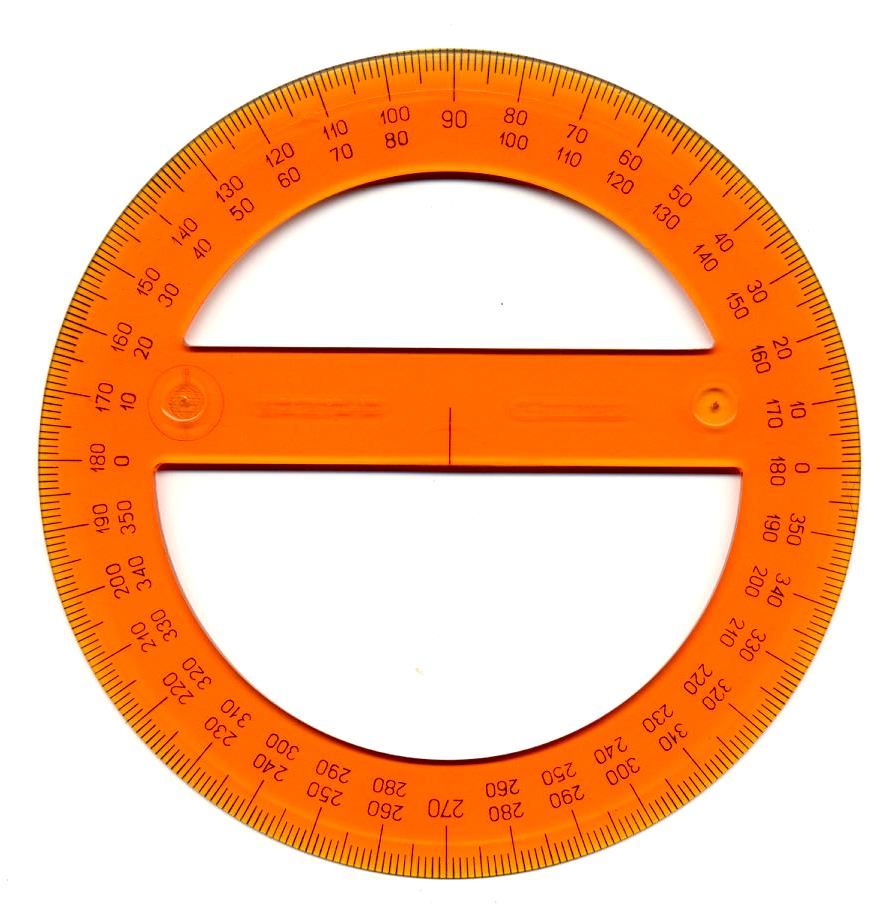
یک نقاله ۳۶۰ درجه.

نقاله وسیله‌ای است که به اشکال گوناگون مانند دایره، نیم‌دایره، مربع یا مستطیل ساخته می‌شود و لبه آن برحسب واحدهای اندازه‌گیری زاویه مانند درجه شصت‌قسمتی یا گراد مدرج می‌گردد.نقاله یکی از پر مصرف‌ترین ابزار در انواع رسم‌ها و ریاضی است و از آن برای کشیدن انواع چهار ضلعی‌ها و زاویه هاو... استفاده می‌شود همچنین این وسیله برای خواندن زاویه در معماری و  نقشه کشی نیز کاربرد وسیعی دارد.

## تعریف زاویه
از دوران یک نیم خط یک ناحیه‌ای به وجود می‌آید که به آن زاویه می‌گویند. این دوران می‌توان در جهت عقربه‌های ساعت یا در جهت خلاف آن باشد ولی در مثلثات جهت دوران برای ایجاد یک زاویه جهت پادساعتگرد است و چنین زاویه‌ای را زاویه مثلثاتی می‌گویند. اگر نیم خطی را حول راسش چنان دوران دهیم که دوباره به نقطه شروع دوران بازگردد یک زاویه کامل یا تمام صفحه به وجود می‌آید. پس یک دایره خود یک زاویه کامل (دوران کامل) است یعنی ۳۶۰ درجه. همچنین اگر نیم خط را چنان دوران دهیم که یک مسیر یک نیم دایره به مرکز راستش را طی کند یک زاویه نیم صفحه به وجود می‌آید. زاویه را با نام بردن راس یا نام بردن راس و دو ضلعش می‌خوانند.
- لازم است ذکر شود زاویه‌ها را با وسیله‌ای به نام نقاله اندازه‌گیری می‌کنند که بر حسب درجه مقیاس بندی شده‌اند.

## واحد های اندازه گیری زاویه
واحدهای اصلی برای اندازه‌گیری زاویه عبارتند از: درجه، گراد و رادیان که در اینجا به تعریف و توضیح آن‌ها می‌پردازیم:
- درجه:

اگر محیط یک دایره دلخواه را به ۳۶۰ قسمت مساوی تقسیم کنیم هر قسمت را یک درجه می‌نامند. به عبارت دیگر یک درجه یک سیصد و شستم محیط یک دایره است.
تصویر
برای نمایش درجه از علامت استفاده می‌شود. لذا می‌توان گفت:
پس به این ترتیب در این مقیاس، زاویه تمام صفحه که یک دور کامل است برابر ۳۶۰ درجه و زاویه نیم صفحه برابر ۱۸۰ درجه است.
- استفاده از واحد درجه(degree) برای اندازه‌گیری زاویه به بابلی‌ها منسوب است که با دستگاه اعداد در مبنای ۶۰ کار می‌کردند. همچنین ۳۶۰ درجه احتمالاً از تعداد روزهای سال بابلی‌ها نشات گرفته‌است سالی که دارای ۱۲ ماه ۳۰روزه است.

اجزای درجه:
همان گونه که می‌دانید معمولاً هر واحد دارای اجزایی می‌باشد. درجه نیز به عنوان یک واحد اندازه‌گیری دارای اجزایی می‌باشد که عبارتند از دقیقه و ثانیه.(این اجزا گاهی آرک دقیقه:Arc minute و آرک ثانیه:Arc second نیز گفته می‌شوند) هر دقیقه برابر است با یک شصتم درجه.
هر ثانیه برابر یک شصتم دقیقه یا یک سه هزار و شسصدم درجه.
به عنوان مثال اگر اندازه زاویه‌ای ۳۷ درجه و ۳۰ دقیقه و ۱۵ ثانیه باشد می‌نویسیم:
- گراد

اگر محیط یک دایره را به ۴۰۰ قسمت مساوی تقسیم کنیم هر قسمت را یک گراد می‌گویند. به عبارت دیگر یک چهارصدم دوران کامل، زاویه‌ای به اندازه یک گراد پدیدمی‌آورد. گراد گاهی گون نیز گفته می‌شود. برای نمایش گراد از نماد «gr» استفاده می‌شود. لذا می‌توان گفت:
پس به این ترتیب در این مقیاس اندازه زاویه تمام صفحه یا یک دور کامل ۴۰۰ گراد و اندازه زاویه نیم صفحه برابر ۲۰۰ گراد خواهد بود.
اجزای گراد:
اجزای گراد عبارتند از دسی گراد(dgr)، سانتی گراد(cgr)، میلی گراد(mgr) که هر کدام به ترتیب یک دهم گراد، یک صدم گراد و یک هزارم گراد می‌باشند.
به عنوان مثال اگر اندازه زاویه‌ای ۳۷ گراد و ۲ دسی گراد و ۸ میلی گرا باشد می‌نویسیم:
استفاده از این واحد برای زاویه در ریاضیات بسیار کم است.
- رادیان

دایره‌ای به شعاع L را در نظر بگیرید. می‌دانیم محیط این دایره است. یک رادیان اندازه زاویه مرکزی مقابل به کمانی از دایره است که طول کمان روبرو به آن برابر شعاع دایره است.
تصویر
برای نمایش رادیان از نماد«rad» استفاده می‌کنیم. بنابراین محیط هر دایره برحسب رادیان رادیان است و زاویه نیم صفحه برابر رادیان است. و لذا:
که در آن P محیط دایره است.
با استفاده از تعریف رادیان می‌توان نتیجه گرفت که اگر طول کمان روبرو به زاویه برابر s و شعاع دایره r باشد آنگاه اندازه زاویه تتا بر حسب رادیان را می‌توان با یک تناسب ساده چنین محاسبه کرد:
تصویر
به عنوان مثال می‌خواهیم بدانیم اندازه زاویه مرکزی مقابل به کمانی از دایره که طول آن کمان محیط دایره است چند رادیان است؟
روش حل بدون استفاده از فرمول (اساس یافتن فرمول فوق) به این صورت است: r=طول شعاع
اگر طول کمان برابر باشد آنگاه اندازه زاویه برابر است با رادیان حال اگر
طول کمان برابر باشد اندازه زاویه چقدر می‌شود؟
- لازم به توضیح است که پر کاربردترین واحد اندازه‌گیری زاویه رادیان است که به ویژه در مثلثات، حساب، فیزیک کاربرد فراوان دارد.

تبدیل واحدهای اندازه‌گیری زاویه به یکدیگر:
دایره‌ای به شعاع r و زاویه را در دایره در نظر بگیرید:
تصویر
فرض کنید اندازه زاویه برحسب درجه D، برحسب گراد G و برحسب رادیان R باشد. با استفاده از تناسب داریم:
۱-
طول کمان اندازه زاویه برحسب درجه
```
۳۶۰
D
```

۲-
طول کمان اندازه کمان برحسب گراد
```
۴۰۰
G
```

۳--__
طول کمان اندازه زاویه برحسب رادیان
```
R
```

از تساوی‌های فوق رابطه زیر نتیجه می‌شود:
به عنوان مثال اگر اندازه زاویه‌ای برابر ۲۰ گراد باشد اندازه این زاویه بر حسب درجه و رادیان به این صورت محاسبه می‌شود:
- هر رادیان تقریباً برابر است با ۵۷٫۳ درجه است.

انواع زاویه‌ها:
زاویه‌ها را با توجه به مقدارشان به این صورت طبقه‌بندی می‌کنند:
- زاویه تند:(acute angle) زاویه را تند یا حاده می‌گوییم هرگاه اندازه اش کمتر از ۹۰ در جه باشد. به عبارت دیگر:
- زاویه راست:(right angle) زاویه را راست یا قائم می‌گوییم هرگاه اندازه آن برابر ۹۰ در جه باشد. به عبارت دیگر:
- زاویه باز:(obtuse angle) زاویه را باز یا منفرجه می‌گوییم هرگاه بزرگتر از ۹۰ درجه و کمتر از ۱۸۰ درجه باشد. به عبارت دیگر:
- زاویه نیم صفحه:(straight angle) زاویه را نیم صفحه می‌گوییم هرگاه برابر ۱۸۰ درجه باشد. به عبارت دیگر:
- زاویه بازتاب:(reflex angle) زاویه را زاویه بازتاب می‌گوییم هرگاه بزرگتر از ۱۸۰ درجه و کمتر از ۳۶۰ درجه باشد. به عبارت دیگر:
- زاویه کامل:(full angle) زاویه را کامل یا تمام صفحه می‌گوییم هرگاه برابر ۳۶۰ درجه باشد. به عبارت دیگر:.

## نگارخانه

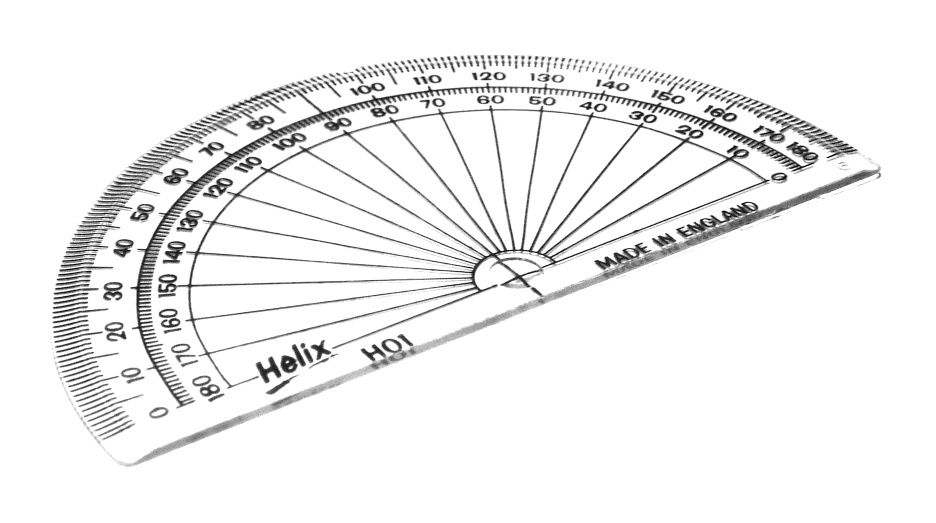
نقاله نیم دایره ای که با درجه (180 درجه) مشخص شده است.

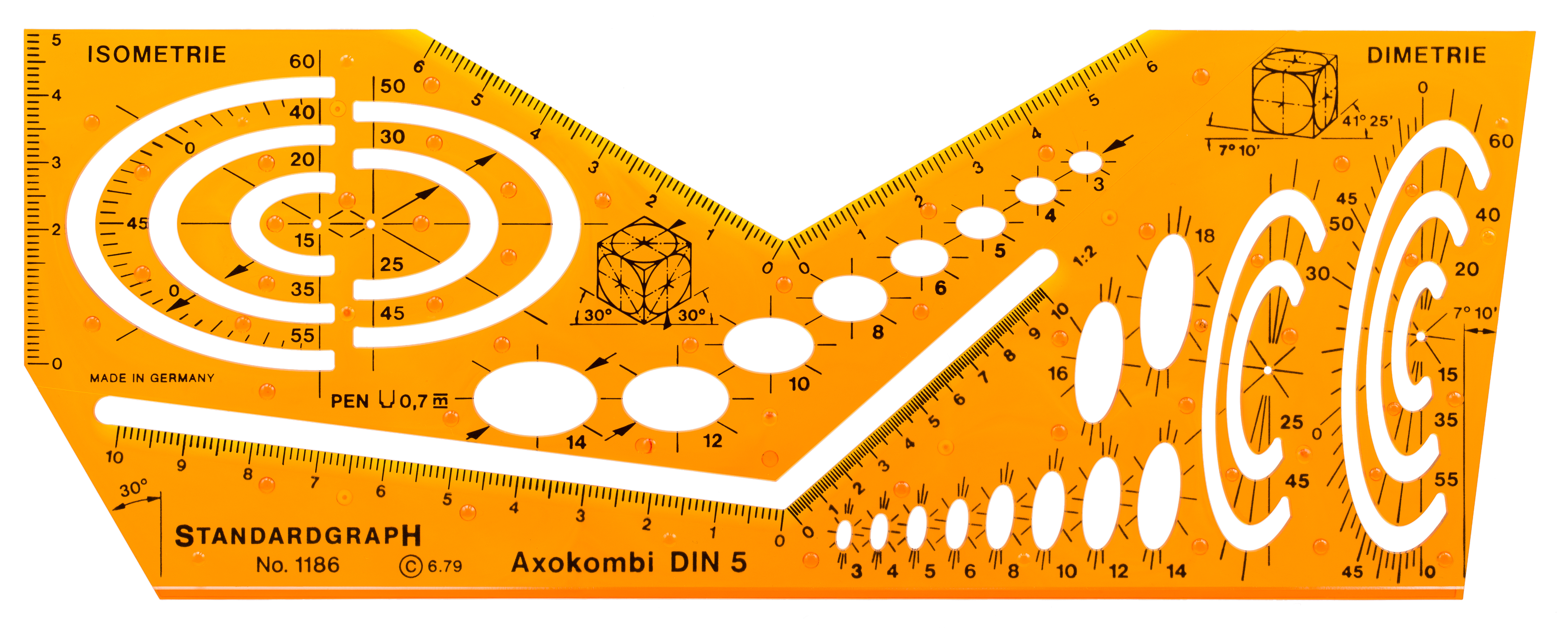
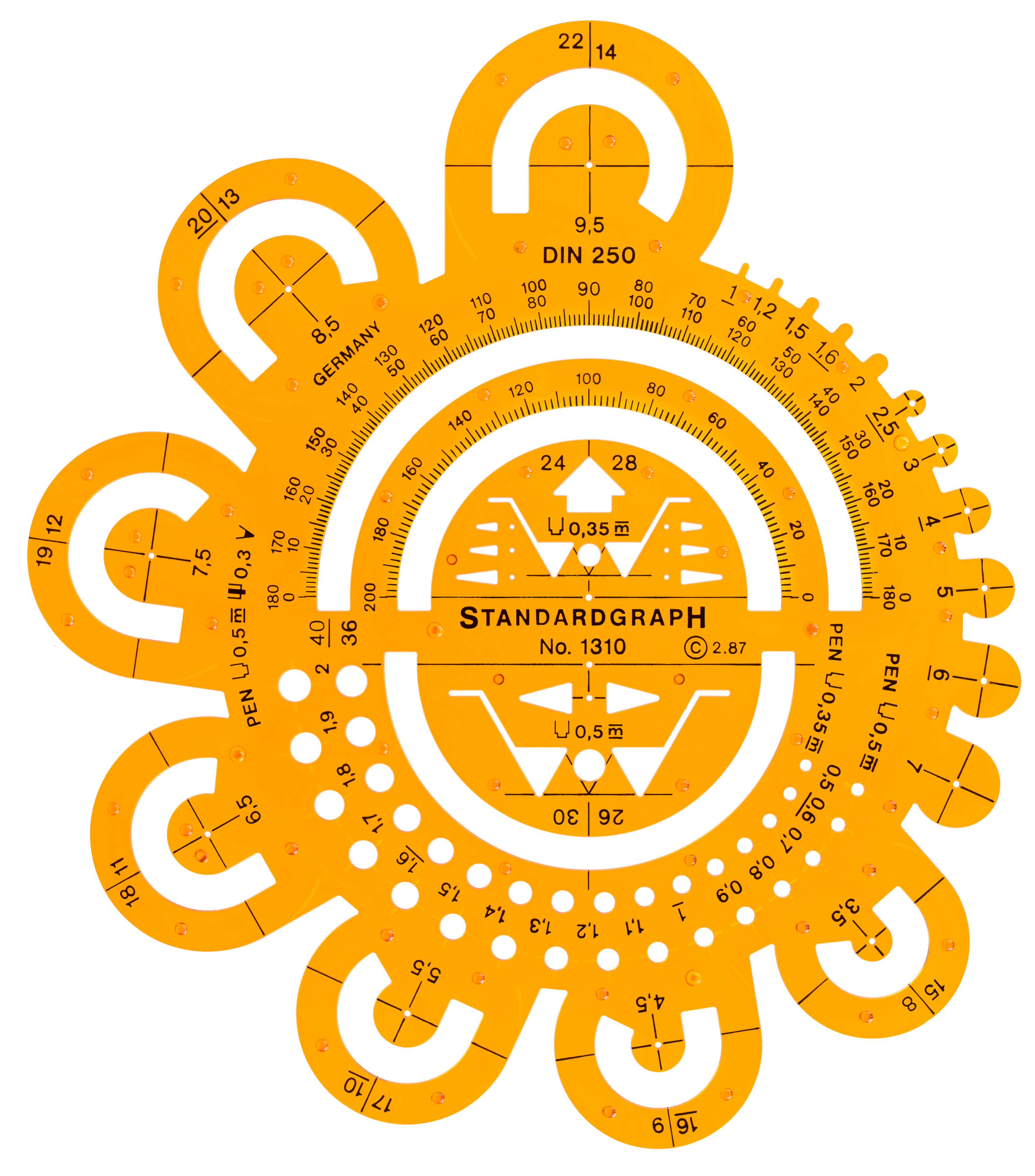

یک نقاله 360 درجه که با درجه مشخص شده است.
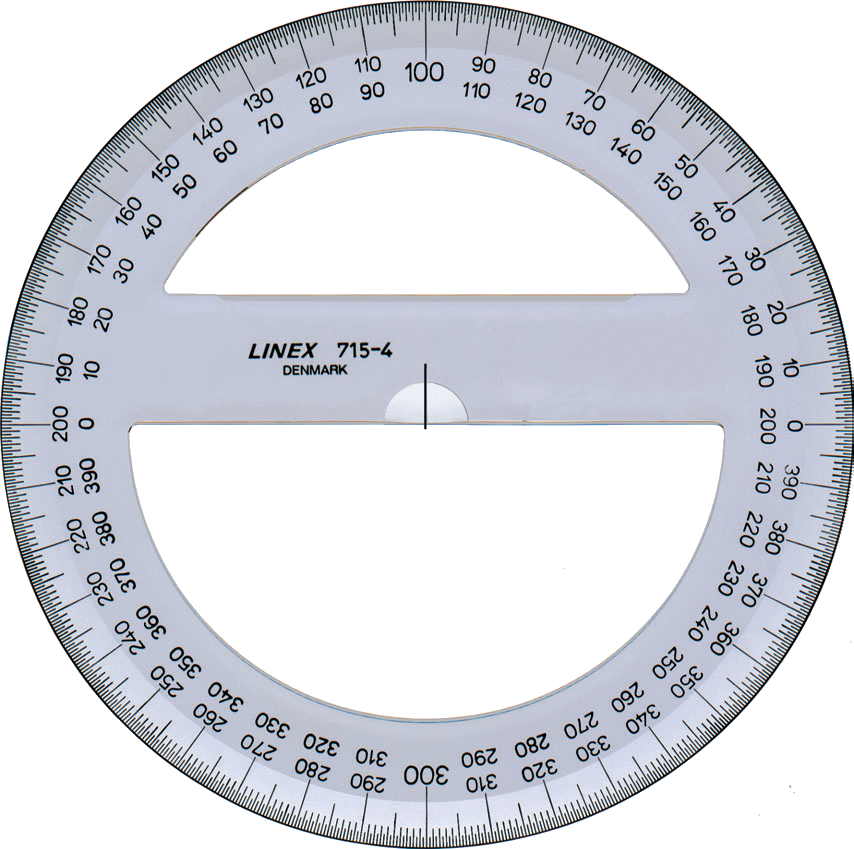
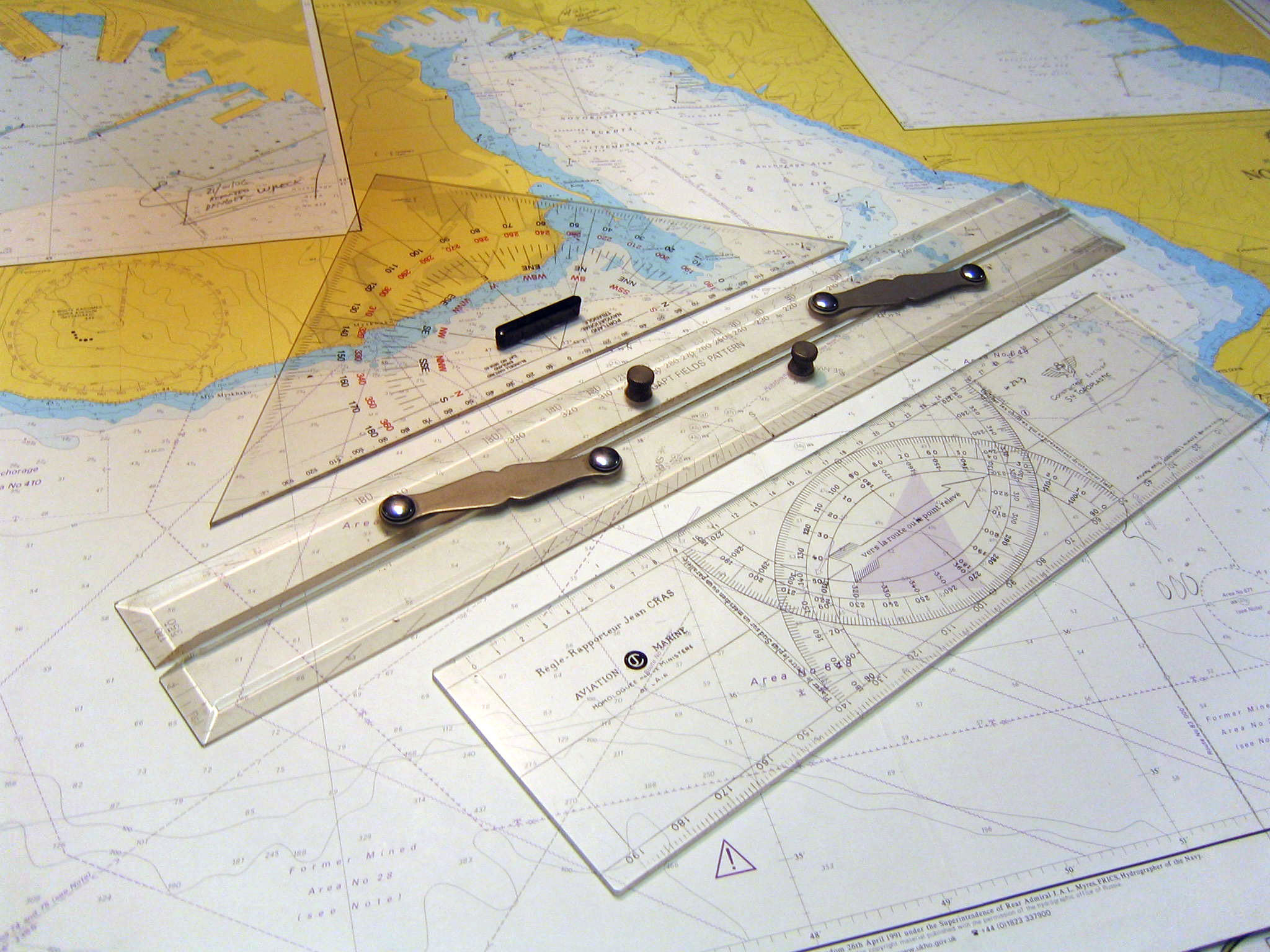
نقاله دوتایی "Cras Navigation Plotter" در پیش زمینه.
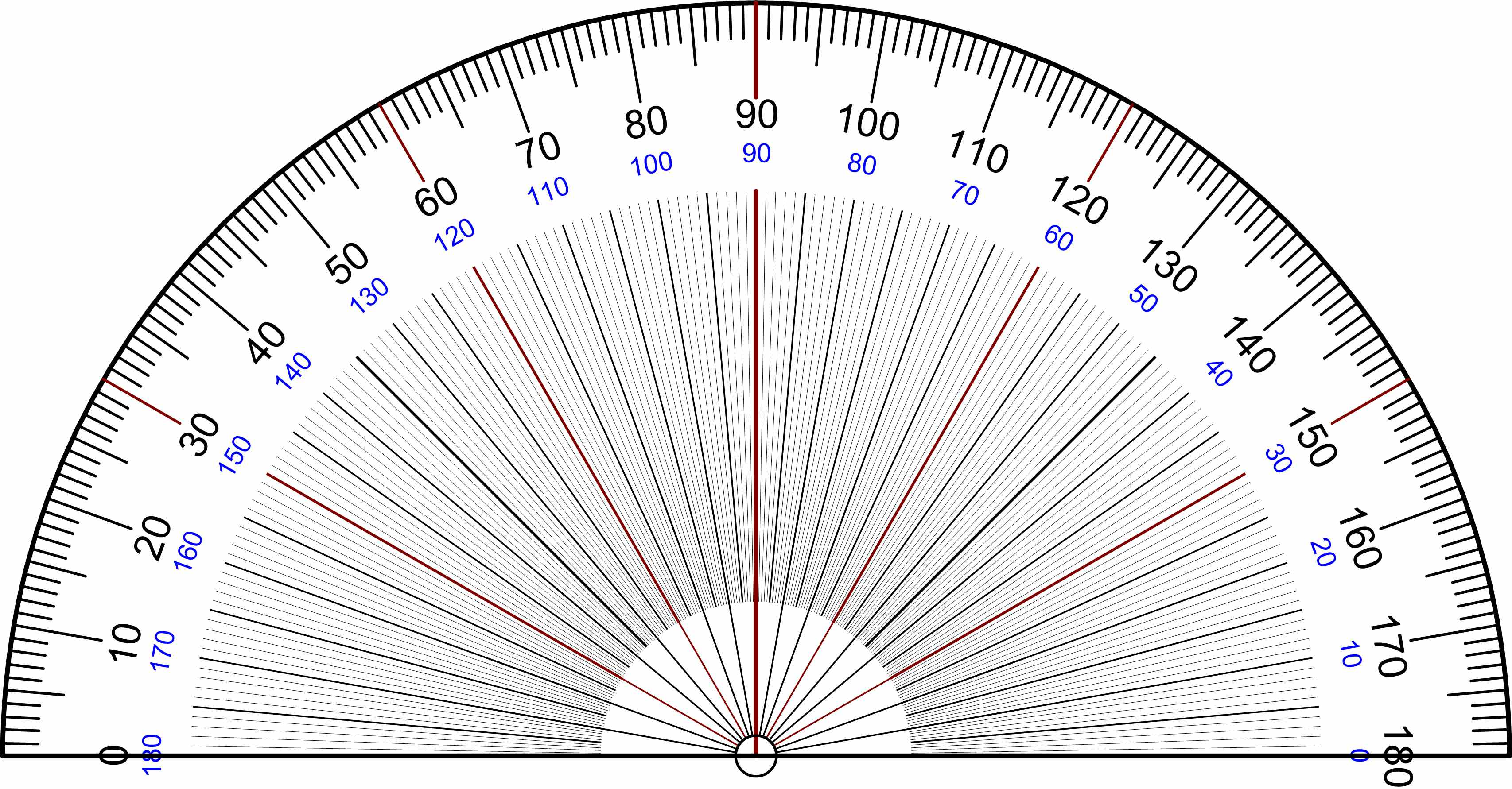
نقاله نیم دایره ای که با درجه (180 درجه) مشخص شده است.

1. ↑  Spencer, Leonard James (1911). "Goniometer" .  In Chisholm, Hugh (ed.). Encyclopædia Britannica (به انگلیسی). Vol. 12 (11th ed.). Cambridge University Press. p. 234.
2. ↑  Capotosto, Rosario (December 1993). "Bridge City Protractor". Tool Test. Popular Mechanics. p. 76. ISSN 0032-4558. Retrieved 12 April 2020.
3. ↑  Farago, Francis T; Curtis (1994). Handbook of Dimensional Measurement. Industrial Press Inc. p. 580. ISBN 0-8311-3053-9.